# Колядина, Варвара Васильевна
Колядина, Варвара Васильевна (23.12.1896, с. Соловцовка Пензенского уезда, Пензенской губернии — 13.10.1967, Москва) — учитель начальных классов, заслуженный учитель школы РСФСР, депутат Верховного Совета РСФСР.

## Биография
В 1916 году Варвара Васильевна окончила Вторую пензенскую женскую гимназию (с педагогическим классом). С 1916 по 1923 гг. работала школьным учителем  в сёлах Любятино и  Дубенское Пензенской губернии. С 1924 по 1958 гг. — учитель средней школы № 1 им. В. Г. Белинского в Пензе.

## Звания и награды
- Звание лучшего учителя города Пензы в 1929–30 учебном году.
- Звание ударника профработы (1930 г.).
- Звание ударника культурного фронта (1937 г.) за работу в обществе «Долой неграмотность» на фабрике «Красный пролетарий».
- Орден Трудового Красного Знамени (1946).
- Орден «Знак Почёта» (1949 г.).
- Звание «Заслуженный учитель школы РСФСР» (1954).

## Общественная деятельность
- Дважды в 1951 и 1955 гг избиралась депутатом Верховного совета РСФСР.
- В 1952 году была делегатом Всесоюзной конференции сторонников мира.
- В 1957 избрана депутатом Пензенского областного Совета депутатов трудящихся.